# 天体物理学
天体物理学（てんたいぶつりがく、英語：astrophysics）は、天文学及び宇宙物理学の一分野で、恒星・銀河・星間物質などの天体の物理的性質（光度・密度・温度・化学組成など）や天体間の相互作用などを研究対象とし、それらを物理学的手法を用いて研究する学問である。宇宙物理学とも。天文学の中でも19世紀以降に始まった比較的新しい分野で、天文学の近代部門の代表的な分野と目されている。
例として、宇宙論の研究は、理論天体物理学の中で最も規模の大きな対象を扱う学問であるが、逆に宇宙論（特にビッグバン理論）では、我々が知っている最も高いエネルギー領域を扱うがゆえに、宇宙を観測することがそのまま最も微小なスケールでの物理学の実験そのものにもなっている。
実際には、ほぼ全ての近代天文学の研究は、物理学の要素を多く含んでいる。多くの国の天文学系の大学院博士課程の名称は、「天文学 (Astronomy)」や「天体物理学 (Astrophysics)」などまちまちだが、これは専攻の学問内容よりもその研究室の歴史を反映しているに過ぎない。

## 歴史
天文学の歴史は人類の歴史そのものと同じくらいに古いが、天文学は長い間、物理学とは区別されてきた。アリストテレス的な世界観では、天は完全な世界であり、天体は完全な球形であって完全な円軌道上を動いているとされていた。一方、この地上は不完全な世界であり、これら二つの世界は互いに無関係であると考えられていた。
太陽や惑星は地球の周りを回っているという一見常識的な見方（天動説）についても、何世紀にもわたって疑問が投げかけられることはなかった。しかし16世紀になってニコラウス・コペルニクスが、地球と他の全ての惑星は太陽の周りを周回する太陽系を形作っているというモデル（地動説）を提案した。ガリレオ・ガリレイは定量的測定を物理学の中心に据えたが、天文学での彼の観測は、まだ天体物理学的な意味は持っていなかった。
やがて精密な観測データが得られるようになると、観測された天体の振る舞いに対して理論的な説明を追求するという姿勢が生まれてきた。初めのうちは、17世紀初期に発見されたケプラーの惑星運動の法則など、場当たり的な経験則が見出されるにとどまっていた。しかし、17世紀の終わりになるとアイザック・ニュートンが、地球上の物体の力学を支配する法則と同じものが惑星や月の運動をも支配していることを発見し、ケプラーの法則とガリレイの力学とを橋渡しすることになった。これが天文学と物理学とを統合した最初の仕事である。
アイザック・ニュートンが『プリンキピア』を出版した後、航海術の分野に変化が起こった。1670年頃から、近代的な緯度測定器具と当時最高精度の時計を用いて、世界中で自分の位置が測定されるようになったのである。航海の必要性が高まるにつれ、より高精度の天文観測や観測器具を求める動きが次第に増してきた。この流れを背景にして、天文学者はより多くの質の良い観測データを得るようになった。
19世紀の終わりには、太陽の光を分光すると多数のスペクトル線（光が弱い、またはほとんど見られない領域）が見られることが発見された。実験室で高温のガスを分光すると同じような線を見ることができ、各々の線はそれぞれ一種類の元素に対応している。この方法によって、太陽のスペクトルに見られる元素（主に水素）と同じ元素が地球上にも存在していることが証明された。実際、ヘリウムは、まず太陽のスペクトルの中から発見され、後になって地上で見つかった。ヘリウム (Helium) という名前はここに由来している。20世紀には、天文学や実験物理学の実験・観測結果の理解に必要な量子物理学が出現したことによって、分光分析学（上記のようなスペクトル線を研究する学問）が発展した。

## 観測天体物理学
多くの場合、天体物理学的な物理過程は地球上の研究室では再現できない。しかし、電磁波のスペクトル全体を見渡せば、膨大な種類の天体を見ることができる。これらの天体からデータを受動的に集めることによって研究を行うのが観測天体物理学の目的である。
天体物理現象を研究するのに必要な装置や手法には様々なものがある。現在関心を持たれている天体物理現象の多くは、非常に先進的な技術がなければ研究できなかったり、ごく最近まで現象自体が知られていなかったものである。
天体物理学の観測の大半は電磁波スペクトルを用いて行われている。
- 電波天文学はミリ波やそれよりも長い波長の放射を研究対象とする。電波は普通、星間ガスや分子雲など低温の天体から放射される。宇宙マイクロ波背景放射はビッグバンの光が赤方偏移を起こしたものである。パルサーは最初マイクロ波で検出された。これらの電波を研究するためには非常に大きな電波望遠鏡が必要となる。
- 赤外線天文学は可視光よりもずっと波長が長く電波よりは短い領域の放射を研究対象とする。赤外線の観測は通常、普通の光学望遠鏡と同種の望遠鏡で行われる。恒星よりも温度が低い天体（惑星など）は一般的に赤外線で観測される。2013年にはジェイムズ・ウェッブ宇宙望遠鏡をラグランジュ点(L2)に打ち上げて、最高の環境でビッグバンの残り火としての微弱な赤外線を観測する計画が推進されている。
- 光学天文学は天文学の中では最も歴史が古い。観測方法により位置観測、測光観測、分光観測に分けられる。望遠鏡と冷却CCDカメラ、分光器が最も広く使われる装置である。光学観測は地球の大気によっていくらか妨げられるため、可能な限り質の良い画像を得るために補償光学や宇宙望遠鏡が使われている。この波長域では恒星は非常によく観測でき、恒星や銀河、星雲などの化学組成を研究するために多くのスペクトル観測が行われている。
- 紫外線・X線・γ線天文学は連星パルサーやブラックホール、マグネターなど、非常に高エネルギーの物理過程を研究対象とする。これらの種類の放射は地球大気をほとんど透過しないため、RXTE やチャンドラX線天文台、コンプトンγ線天文台のような宇宙望遠鏡で観測されている。

電磁波の放射以外では、宇宙の遠方からやってくるもので地球から観測できる対象は限られている。重力波天文台がいくつか作られているが、重力波で観測するというよりは、検出が極端に困難な重力波を検出するのが当面の目標である。ニュートリノ天文台も主に太陽を研究する目的で建設されている。非常に高エネルギーの粒子からなる宇宙線が地球の大気と衝突する現象も観測可能である。
天文観測では、その時間スケールにおいても様々な違いがある。ほとんどの光学観測には数分から数時間単位の時間がかかるため、これよりも短い時間で変化する現象は容易には観測できない。しかしいくつかの天体については数百年、あるいは千年以上にわたって歴史上の記録に残されているデータを見ることができる。一方で、電波観測では数ミリ秒の時間スケールのイベント（ミリ秒パルサーなど）を見たり、数年にわたるデータを重ね合わせて調べたりする（パルサーの減速の研究など）ことができる。こういった異なる時間スケールの観測から得られる情報は非常に異なった様相を見せる。
太陽の研究は観測天体物理学の中で特別な位置にある。太陽以外の恒星は全て非常に遠距離にあるので、太陽は他の星とは比べ物にならないほど詳細に観測できる唯一の恒星である。太陽の性質を理解することは、他の恒星を理解する助けとなる。
恒星がどのように進化するかという恒星進化論の話題は、恒星のタイプの違いをヘルツシュプルング・ラッセル図の上の個々の位置の違いで表すことが多い。この図は恒星の誕生から崩壊までの星の状態を表現していると見ることができる。

## 理論天体物理学
理論天体物理学者は観測結果を再現し、新たな現象を予測するモデルを構築・評価する。彼らは解析的モデル（例えば恒星の振る舞いを近似するポリトロープなど）や計算物理学的な数値シミュレーションといった様々な道具を用いる。
これらの過程のいくつかの例は以下の通りである。
| 物理過程   | 実験の道具                | 理論的モデル         | 説明／予測                             |
| ---------- | ------------------------- | -------------------- | -------------------------------------- |
| 重力       | 電波望遠鏡                | 自己重力系           | 恒星系の形成                           |
| 核融合     | 分光学                    | 恒星進化論           | どのように恒星が輝くか                 |
| ビッグバン | ハッブル宇宙望遠鏡、 COBE | 膨張宇宙             | 宇宙年齢                               |
| 量子ゆらぎ |                           | インフレーション理論 | 平坦性問題                             |
| 重力崩壊   | X線天文学                 | 一般相対性理論       | アンドロメダ銀河の中心のブラックホール |

理論天体物理学で研究されるトピックとしては以下のようなものがある。
- 恒星系力学と恒星進化
- 銀河形成
- 宇宙の物質の大規模構造
- 宇宙線の起源
- 宇宙論

## 天体物理学の諸分野
- 天体測光学
- 天体分光学
- 理論天体物理学
- 恒星物理学
  - 太陽物理学
  - 恒星大気物理学
  - 恒星内部物理学
  - 恒星進化論
- 宇宙空間物理学
- 電波天文学
- X線天文学
- γ線天文学
- 重力波天文学
- ニュートリノ天文学
- 天体力学
- 宇宙論

## 関連文献
- Longair, Malcolm S. (2006) (英語). The Cosmic Century: A History of Astrophysics and Cosmology. Cambridge: Cambridge University Press. ISBN 978-0-521-47436-8
- スカラーペディアの記事 "Astrophysics"（英語）　専門家が査読したオンライン百科事典